# Спинеа
Спинѐа (на италиански: Spinea) е град и община в Северна Италия, провинция Венеция, регион Венето. Разположен е на 6 m надморска височина. Населението на общината е 27 794 души (към 2014 г.).